# Ralf Fendel
Ralf Fendel (* 10. Mai 1968) ist ein deutscher Ökonom.

## Leben
Er erwarb 1994 das Diplom in Wirtschaftswissenschaften an der Universität Mainz, 1998 die Promotion in Wirtschaftswissenschaften an der WHU – Otto Beisheim School of Management und 2006 die Habilitation in Wirtschaftswissenschaften (Venia Legendi) an der WHU – Otto Beisheim School of Management. Seit 2009 ist er
Professor für Monetäre Ökonomie an der WHU – Otto Beisheim School of Management.
Seine Forschungsinteressen sind Makroökonomie der offenen Wirtschaft, Geldtheorie und -politik, internationale Finanzen, europäische Integration und Wachstum und Entwicklung.

## Schriften (Auswahl)
- Die Entwicklung der internationalen Pro-Kopf-Einkommensverteilung. Theoretische Erklärungsansätze und ihre empirische Relevanz. Baden-Baden 1998, ISBN 3-7890-5723-1.
- Monetary policy, interest rate rules, and the term structure of interest rates. Theoretical considerations and empirical implications. Frankfurt am Main 2007, ISBN 3-631-55894-5.
- Towards a joint characterization of monetary policy and the dynamics of the term structure of interest rates. Frankfurt am Main 2004.
- mit Dirk Bleich und Jan-Christoph Rülke: Monetary policy and stock market volatility. Frankfurt am Main 2013.